# Nemanja Milošević
Nemanja Milošević (cyr. Ненад Мијатовић; ur. 4 lipca 1987 w Barze) – czarnogórski koszykarz, występujący na pozycji silnego skrzydłowego, reprezentant kraju, obecnie zawodnik MZT Skopje.

## Osiągnięcia
Stan na 11 maja 2022, na podstawie, o ile nie zaznaczono inaczej.

### Drużynowe
- Mistrz:
  - Ligi Bałkańskiej (2018)
  - Bułgarii (2018)
  - Czarnogóry (2011, 2012)
- Wicemistrz II Ligi Adriatyckiej (2022)
- 3. miejsce podczas mistrzostw Rumunii (2015)
- Zdobywca pucharu:
  - Rumunii (2014)
  - Czarnogóry (2011, 2012)
  - Węgier (2019)
- Finalista:
  - pucharu:
    - Bułgarii (2018)
    - Macedonii Północnej (2022)

  - Superpucharu Rumunii (2014)
- Uczestnik międzynarodowych rozgrywek:
  - Eurocup (2010–2012, 2015/2016)
  - FIBA Europe Cup (2016–2019)
  - EuroChallenge (2014/2015 – 3. miejsce)

### Indywidualne
- MVP:
  - meczu gwiazd ligi rumuńskiej (2015)
  - kolejki:
    - FIBA Europe Cup (2 – 2017/2018)
    - ligi:
      - rumuńskiej (2 – 2017/2018)
      - czarnogórskiej (4 – 2019/2020)

### Reprezentacja
- Mistrz igrzysk małych państw Europy (2015)